# Miro
Mirko je moško osebno ime.

## Izvor imena
Ime Mirko je skrajšana oblika iz slovanskih zloženih imen s sestavo mir, npr.: Bogomir, Miroljub ali tvorjenka na -ko iz besede mir. Pomensko sorodni neslovanski imeni sta Friderik in Irenej.

## Različice imena
- moška različica imena: Miro
- ženske različice imena: Mira, Mirka,

## Pogostost imena
Po podatkih Statističnega urada Republike Slovenije je bilo na dan 31. decembra 2007 v Sloveniji število moških oseb z imenom Mirko: 4.646. Med vsemi moškimi imeni pa je ime Mirko po pogostosti uporabe uvrščeno na 55. mesto.

## Osebni praznik
V koledarju je ime Mirko uvrščeno k imenom: Bogomir (god 8. novembra), Friderik (god 18. julija) in Irenej (god 6. aprila in 28. junija).